# San Gemini

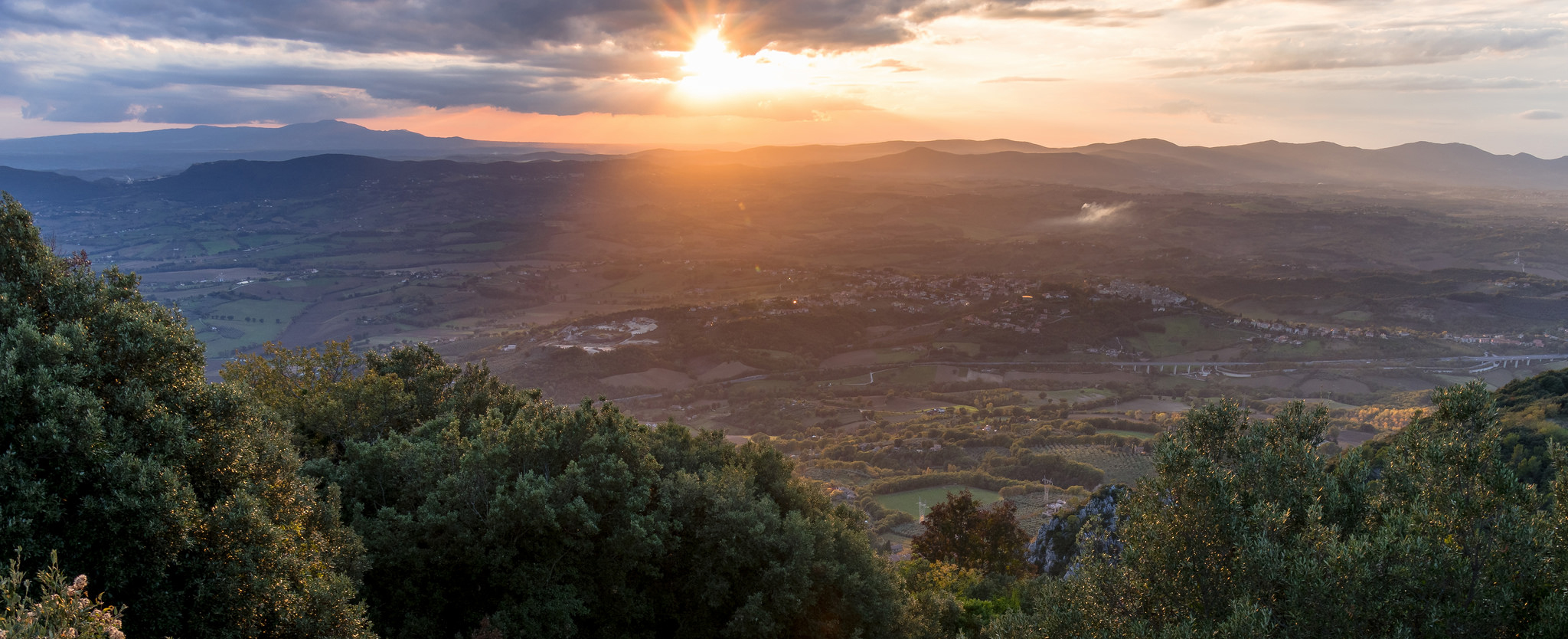
Vista sul paese di San Gemini dalla montagna di Torre Maggiore

San Gemini è un comune italiano di 4 612 abitanti della provincia di Terni in Umbria.
Fa parte del club I borghi più belli d'Italia.

## Geografia fisica
- Classificazione climatica: zona D, 1978 GR/G

## Storia
Le origini di Casventum
La prima menzione di San Gemini risale al 1036 e viene riportata nell'atto di fondazione dell'Abbazia di San Nicolò. Nel VII e VIII secolo i comprensori di Terni e Narni si ritrovarono contesi tra longobardi e bizantini fino a quando il territorio non venne interessato dalla costituzione del Corridoio Bizantino, la stretta fascia di terra che univa Roma a Ravenna lungo le antiche strade romane della Via Flaminia e della Via Amerina. Fu proprio all'interno del Corridoio Bizantino che tra l'817 e il 962 iniziò a costituirsi il territorio di quello che sarebbe poi stato il libero comune di San Gemini.
Il territorio venne evangelizzato tra il VII e l'VIII secolo dal monaco Yemin, oggi San Gemine. Le informazioni sulla vita del santo non sono molte: di lui sappiamo che era figlio di Miliziano, un generale siriano che insieme alla moglie Balia si convertì al cristianesimo. A causa della sua conversione venne fatto prigioniero, ma riuscì a liberarsi e a fuggire via mare dalla Siria fino a raggiungere Fano. Da qui iniziò il suo pellegrinaggio che lo condurrà oltre a Casventum a Ferento, in provincia di Viterbo, dove morirà nell'815.
Sul finire dell'VIII secolo il municipio romano di Casventum venne distrutto dalle scorrerie saracene e ciò, in concomitanza con l'instaurazione del Feudalesimo, rese precarie le condizioni di vita degli abitanti.
Nei secoli X e XI San Gemini appartenne al contado del comune di Narni, ma già nel secolo precedente intraprese un processo di affrancamento che lo condusse di lì a breve a divenire libero comune. Un ruolo molto importante nella gestione della vita civile ed economica di San Gemini rivestì l'Abazia di San Nicolò cui venne affidata la sorveglianza dei confini con il contado di Narni, mentre i rapporti feudali con i servi della gleba e i contadini dovevano essere regolati con il comune di Todi. Narni controllava San Gemini in modo tale da scongiurare una probabile espansione del comune di Todi ai suoi danni, che invece manteneva il controllo sulla vicina Montecastrilli. Nel 1119 San Gemini figura ancora come gastaldato del comune di Narni.
Nel 1198 venne eletto papa Innocenzo III deciso a sfidare il potere che il Sacro Romano Impero deteneva in Umbria. Protetti dal papa i comuni umbri iniziarono ad accrescere sempre più la propria autonomia politica ed economica dall'Impero e l'atto formale della conquista dell'autonomia politica da parte di San Gemini si fa risalire al privilegio di esenzione dal pagamento delle terre imperiali concesso dal papa il 27 agosto 1198, come riporta un'epigrafe posta sulla chiesa di San Giovanni Battista. Innocenzo III cercò di smantellare definitivamente il Ducato di Spoleto e nel 1208 minacciò di togliere a Narni la Cattedra episcopale. Narni cercò di sfidare il pontefice ma dovette arrendersi quando giunse allo scontro militare con Amelia, Todi e Terni. La diocesi di Terni venne così restaurata a spese di quella di Narni. Nel 1234 papa Gregorio IX proibì l'alienazione di beni patrimoniali ecclesiastici da parte dell'Impero e quindi anche di qualsiasi forma di autonomia concessa a San Gemini. L'affrancamento dal comune di Narni poteva dirsi compiuto.
Libero comune
Proprio in questo anno ha inizio la costituzione del libero comune di San Gemini posto sotto la protezione di papa Onorio III sia riguardo ai tentativi di assoggettamento da parte dei comuni limitrofi, sia relativamente ai tentativi di saccheggio dell'imperatore. Il comune venne costituito insieme a quelli di Otricoli, Miranda e Stroncone, sempre al fine di indebolire Narni.
Iniziarono a svilupparsi nel paese le tipiche istituzioni comunali: venne nominato un podestà coadiuvato dagli otto priori che risiedevano nel Palazzo Pretorio (oggi Palazzo Vecchio), vennero istituite le corporazioni e i cittadini si schierarono tra le due fazioni rivali dei guelfi e dei ghibellini. Il comune di San Gemini riuscì con grandi sforzi economici e militari a mantenere l'autonomia per ben tre secoli considerandosi suddito soltanto alla Chiesa. Venne inoltre edificata la cerchia delle mura, rimasta integra fino al 23 maggio 1553 quando gli atti comunali delle riformanze autorizzarono i cittadini a prelevare grossi blocchi dalle mura presso il Poggiame. Tali operazioni vennero anche autorizzate da un breve di Papa Niccolò V del 1455. Sempre nel XVI secolo papa Urbano IV e poi Papa Giovanni XXII fecero edificare a San Gemini una rocca oggi scomparsa. Anche il numero delle porte cittadine era superiore ad oggi: si apprende l'esistenza nel 1402 di altre tre porte rispetto a quelle superstiti giunte fino a noi tra le quali Porta Sant'Egidio, Porta San Nicolò e Porta Nuova.
Per favorire lo sviluppo delle arti e delle corporazioni il comune favorì l'immigrazione di artisti garantendo a questi l'esenzione dalle tasse per almeno cinque anni. Non si hanno molte informazioni sulle condizioni di vita di mercanti e artigiani: la principale fonte di sostentamento per le famiglie dentro le mura rimaneva il raccolto stagionale nelle campagne. L'agricoltura era regolata dalle rigide norme degli statuti comunali che riguardavano in particolare la coltura della vite e dell'ulivo. I rifugiati politici che erano stati esiliati dai comuni limitrofi a causa delle lotte tra fazioni rivali venivano ospitati a San Gemini e fatti appartenere alla classe politica dei Fuoriusciti. Spesso le città stipulavano alleanze con il comune di provenienza dei Fuoriusciti contro il comune che li aveva esiliati: in quest'ottica si può leggere l'alleanza di San Gemini con Perugia in funzione anti-tuderte, stipulata nel 1381. I mercanti perugini che erano stati esiliati da Todi vennero ospitati come Fuoriusciti a San Gemini. Alla fine del XV secolo esistevano a San Gemini quattro parrocchie: San Giovanni, San Gemine, San Nicolò e Sant'Egidio. Della chiesa di Sant'Egidio si attesta l'esistenza sin dal 1275.
Negli ultimi anni del XIV secolo si nota uno spostamento della centralità del monachesimo benedettino a San Gemini: infatti se negli anni precedenti l'ordine aveva avuto nell'Abazia di San Nicolò la sua chiesa madre, questa venne perse progressivamente importanza in favore del duomo di San Gemine. L'esistenza del duomo dedicato a San Gemine è documentata solo a partire dal XII secolo nonostante si ritenga che la chiesa abbia avuto origine almeno due secoli prima. Il monachesimo benedettino si diffuse a San Gemini sia ad opera degli ordini maschili che degli ordini femminili: mentre la comunità monastica maschile ricoprì un ruolo importante nella fondazione del duomo di San Gemini, la comunità monastica femminile si divise nei due rami principali dedicati l'uno a Santa Maria Maddalena risiedente nell'omonimo convento ancora oggi esistente, l'altro dedicato a Sant'Agnese e oggi scomparso.
Nel XIII secolo vennero inoltre costituiti gli ordini dei Frati Minori e i Francescani si insediarono a San Gemini. A differenza di molti luoghi italiani nei quali il passaggio di San Francesco è avvolto nella leggenda, San Gemini dispone di un'esplicita testimonianza del passaggio del Santo riportata da Tommaso da Celano, primo biografo del Santo di Assisi. Tommaso ci informa che San Francesco, di passaggio a San Gemini, compì un miracolo liberando una donna dal demonio. Dopo il passaggio del santo di Assisi i francescani godettero di grande ammirazione da parte dei sangeminesi. Inoltre dei cinque protomartiri francescani inviati in Marocco da San Francesco nel 1219 avrebbe fatto parte anche Pietro da San Gemini, oggi raffigurato in un dipinto all'interno della Chiesa di San Francesco. Il Conte Capitoni e il comune si servirono dei Francescani per la sorveglianza delle mura difensive. Oltre ai Francescani nel 1346 s'insediarono a San Gemini anche i Monaci Agostiniani che risiedettero presso il Monastero di San Giovanni. Vennero quindi a costituirsi quattro monasteri tra i quali San Francesco, San Gemine, San Giovanni e Santa Maria Maddalena, tutti posti a sorveglianza delle mura comunali per soddisfare le esigenze difensive del borgo e rappresentare l'unità politica e territoriale della comunità.
I principali organi politici del comune erano: 1) il Consiglio Generale con poteri legislativi composto da quaranta consiglieri, 2) gli otto priori che rappresentavano il potere esecutivo e duravano in carica due mesi, 3) il Podestà, con potere giudiziario e avente la responsabilità del mantenimento dell'ordine pubblico. Il Podestà veniva eletto per un periodo di sei mesi e la sua scelta era una prerogativa simbolo delle libertà comunali. Al Podestà era consentito concedere San Gemini ad una Signoria solo su espresso consenso del Consiglio Generale. Il Podestà aveva l'obbligo, una volta insediato, di consegnare un palio del valore di due fiorini all'abate si San Nicolò. 4) Il Camerario era infine l'organo addetto alla gestione delle finanze del comune, che amministrava le entrate sotto la diretta sorveglianza dei priori e rimaneva in carica due mesi. La riscossione delle entrate comunali avveniva attraverso un complicato sistema di tassazione adottato per censo.
Tra il 1239 e il 1240 San Gemini venne invasa dalle truppe imperiali di Federico II di Svevia a causa della rottura dei rapporti tra l'imperatore e Papa Gregorio IX. Dopo la sconfitta della Lega Guelfa nella Battaglia di Spello del marzo 1246, le truppe imperiali avrebbero conquistato anche l'Umbria se l'imperatore non fosse stato costretto a tornare in Lombardia a causa delle continue ribellioni. Dopo la ritirata di Federico II le truppe guelfe del Cardinale Capocci riportarono San Gemini sotto il controllo dello Stato Pontificio. Le Terre Arnolfe passarono sotto la giurisdizione di Spoleto, che a sua volta le riconsegnò al controllo papale nel 1262. Nello stesso anno Narni e Spoleto giunsero allo scontro militare e questa occasione consentì a San Gemini di consolidare ancor più la sua indipendenza da Narni. Il podestà di Narni venne obbligato a presentarsi a Viterbo dinanzi alla corte di papa Urbano IV pena la perdita del controllo formale su San Gemini. Dopo il rifiuto di Narni di sottostare agli ordini pontifici, Urbano IV scomunicò il comune di Narni ed emise la bolla "De Studio Providentie" obbligando Narni a rispettare l'indipendenza del comune di San Gemini sia dal vescovo di Narni che dal comune. Nonostante ciò le operazioni di conquista di Narni ai danni dei sangeminesi non cessarono, e per risolvere la situazione il 4 agosto 1263 il papa ordinò al maestro Elia da Beauvais di recarsi a San Gemini nell'intento di individuare il punto più elevato della cittadina ed edificarvi una rocca a scopo difensivo. Dopo la costruzione della rocca Narni desistette dai nuovi tentativi di conquista e stipulò accordi di cooperazione con San Gemini, secondo i quali Narni avrebbe fornito a San Gemini contingenti armati se richiesti, mentre San Gemini tornò a far parte della diocesi di Narni seppur come comune indipendente.
L'indipendenza del comune di San Gemini aveva prodotto grande ammirazione da parte dei comuni limitrofi e comportò la diffusione in altri territori del culto di San Gemine. La sera della vigilia della festa di San Gemine ogni famiglia portava in processione il cero acceso alla chiesa di San Gemine come tributo al santo, evento ricordato tutt'oggi durante la festa padronale attraverso la cerimonia della Pesatura dei Ceri. Nel 1287 Todi cadde sotto il dominio della fazione ghibellina e iniziò una nuova guerra contro Narni e San Gemini di parte guelfa. Tuttavia San Gemini rimase neutrale nella contesa per ordine del papa Niccolò IV. Nel 1310 l'imperatore Enrico VII scese in Italia per assoggettare all'Impero i comuni italiani sempre più autonomi: Todi, Narni, Amelia e San Gemini si schierarono con i ghibellini. Questa alleanza concesse a Todi l'occasione di sottomettere San Gemini, occasione ancor maggiore quando nel 1316 Poggio Azzuano si ribellò al dominio delle Terre Arnolfe invocando la protezione di Todi. Il 22 novembre 1324 Todi inviò un ultimatum a San Gemini intimandogli di abbandonare Poggio Azzuano e di li a poco, forte dell'alleanza nel frattempo stipulata con Ludovico il Bavaro sceso in Italia, si impossessò del comune allargando il suo contado.
Todi impose a San Gemini l'elezione di un podestà esterno e nel luglio 1329 venne eletto alla carica Francesco di Berardo. Tuttavia ancora una volta il pontefice andò in soccorso a San Gemini e nel 1352 riuscì nell'intento di portare a conclusione l'edificazione delle mura medievali oggi conservate per lunghi tratti. Nel 1345 Todi riconquistò San Gemini e ne allentò la presa solo in seguito alla deposizione di Ludovico il Bavaro nel 1348 e all'indebolimento della fazione ghibellina.
Nell'ottobre 1353 giunse in Umbria il cardinale Egidio Albornoz cui il papa affidò il compito di riconquistare le terre umbre e riportarle sotto il dominio della Chiesa. Nel 1354 San Gemini aiutò il Cardinale Albornoz alla sottomissione militare di Terni e Narni, e il 19 giugno 1381 San Gemini stipulò un importante Trattato di Cooperazione con Perugia. Il Trattato stabilì, tra le altre cose, il pagamento di 80 fiorini d'oro al comune di Perugia nel giorno di Sant'Ercolano a fronte dell'assistenza militare garantita da Perugia a San Gemini. Il piccolo comune accettò inoltre la presenza per sei mesi del podestà perugino Vico di Ercolano di Porta Sole. Anche se molto costosa per le finanze del comune l'alleanza con Perugia si dimostrò vantaggiosa per San Gemini, in quanto il comune riuscì a mantenere la sua indipendenza.
Nel 1410 il re di Napoli Ladislao I si affacciò alle porte dell'Umbria e riuscì a sottomettere San Gemini. Con la morte del re avvenuta nel 1414, il comune riconquistò la libertà di scegliersi il podestà. Nel luglio 1416 Braccio Fortebraccio da Montone assoggettò l'Umbria nell'intento di creare uno Stato indipendente nel centro Italia. Per tutto il XV secolo San Gemini fu teatro di guerra. Alla fine del Quattrocento le lacerazioni politiche iniziarono a dilaniare la vita politica del comune. Nel 1442 venne finalmente risolta la contesa per la terra di Poggio Azzuano: il paese era stato distrutto durante le scorrerie che si erano avvicendate e divenne un covo di briganti. Il comune di San Gemini offrì ospitalità agli sfollati di Poggio Azzuano assegnando ad essi gli alloggi nel sito del Poggiame, che proprio da questi ha preso il nome. Nel breve di Papa Callisto III del 1445 venne concesso a San Gemini l'incorporazione di Poggio Azzuano, la sistemazione dei confini con Narni e la riduzione del perimetro delle mura medievali a causa dell'impossibilità per i cittadini di difenderle per l'ampiezza del circuito. In quegli anni giunse a San Gemini Bernardino da Feltre, più comunemente conosciuto come San Bernardino da Siena. San Bernardino, partito dall'Aquila e diretto a Siena, sostò due giorni a San Gemini su richiesta dei cittadini.
La fine del comune e la signoria dei duchi Orsini
Il borgo di San Gemini risentì molto delle distruzioni portate dal passaggio dei Lanzichenecchi nel 1527, stesso anno del Sacco di Roma ad opera delle truppe imperiali di Carlo V. Ciò costrinse il papato a concedere in feudo il governo dei comuni delle Terre Arnolfe a signori esterni con lo scopo di stabilizzare la situazione politica e sociale dei territori. Per risolvere la grave instabilità politica ed economica venutasi a creare nel 1530 il territorio di San Gemini venne concesso in feudo agli Orsini, duchi di Gravina, per quindici scudi d'oro. La camera comunale mantenne il diritto d'imporre dazi e tasse. Il 7 settembre 1530 venne stipulato un accordo di ventisei capitoli recante la spartizione delle entrate fiscali: i diritti di pascolo e i proventi comunali del forno rimasero alla comunità, mentre venne ceduta agli Orsini l'autorità sullo Ius Civile e lo Ius Criminale: in pratica venne riconosciuta ai duchi la piena liberta di punire delitti e di interferire negli affari interni del comune.
L'istituzione della signoria degli Orsini comportò così la fine della libertà comunale. La concessione venne definitivamente consacrata tre anni dopo da Papa Paolo III che la prorogò a tempo indeterminato. I duchi avviarono immediatamente operazioni di definizione delle particelle catastali al fine di tassare i proprietari terrieri: della redazione del nuovo catasto venne incaricato il notaio Dario Moricotti ma la rilevazione dei dati fu approssimativa. Nel 1568 gli Orsini pubblicarono nuovi statuti con i quali si provvedeva alla sostituzione del vecchio podestà comunale con un nuovo luogotenente e alla riduzione del numero dei priori da otto a quattro. Il 1568 è l'anno in cui si fa risalire la fine formale e sostanziale del libero comune. I nuovi signori vietarono la restaurazione dei vecchi partiti e fazioni comunali, imposero il divieto per le fazioni d'intraprendere qualsiasi iniziativa di natura politica, prerogativa oramai riservata alla signoria. Il cancelliere venne autorizzato a controllare mensilmente lo stato delle mura e la nuova amministrazione obbligò tutti i nuclei familiari residenti a rendersi autosufficienti attraverso la creazione di un proprio orto. I cittadini vennero nuovamente autorizzati a prelevare delle pietre dalle mura per provvedere alla costruzione dello proprie case, per una migliore difesa e controllo della città.
La manutenzione delle vie interne ed esterne al borgo venne affidata alla giurisdizione di quattro viarii eletti annualmente. Con l'avvicendarsi della signoria le arti subirono un'involuzione e vennero relegate a motivo di abbellimento durante i festeggiamenti patronali. I nuovi statuti furono composti da cinque libri: 1) il primo concerneva l'organizzazione amministrativa e prevedeva la formazione di due Consigli, un Consiglio Grande e un Consiglio Piccolo; 2) il secondo riguardava le cause civili e i risarcimenti, 3) il terzo esaminava le infrazioni alla legge e le relative pene comminate. La pena capitale veniva riservata a coloro che commettevano reati di omicidio o di frode, 4) il quarto libro denominato Extraordinariorum conteneva norme a carattere eterogeneo che regolavano vari campi come ad esempio le norme di entrata e di uscita delle merci o la manutenzione delle strade. Per semplificare l'accaparramento delle scorte di cibo ai mercanti che giungevano a San Gemini era consentito di non pagare le gabelle ma con l'obbligo di provvedere alla vendita dei prodotti nella piazza pubblica. Anche i macellai erano obbligati a seguire un preciso calendario di macellazione. 5) Il quinto ed ultimo libro "dei denudati", comminava multe ad ogni comune i cui cittadini avrebbero fatto sconfinare il proprio bestiame nel territorio del comune di San Gemini.
Intanto risultarono molto precarie le condizioni degli edifici ecclesiastici tra i quali in particolare l'Abazia di San Nicolò, oramai ridotta a rudere. Una visita del vescovo di Narni, Pietro di Lunel nel 1571 ne attestò le condizioni di grave degrado in cui versava l'edificio. Anche il Convento di Santa Maria Maddalena versava in condizioni preoccupanti e il numero delle monache e converse ivi presenti venne drasticamente ridotto. Il vescovo sospese la concessione dei fondi per la manutenzione del lebbrosario di San Bartolomeo, unico lebbrosario della zona in grado di servire i comuni di Terni, Rieti, Narni, Orte e Amelia. I frati minori edificarono anche la Chiesa di Santa Maria delle Grazie con annesso convento. La chiesa venne data in concessione ai frati del Terzo Ordine Regolare nel 1576.
Negli ultimi anni del XVI secolo Cesi e San Gemini si contesero nuovamente il territorio di Poggio Azzuano. Durante il Seicento poi lo stesso territorio venne nuovamente conteso tra San Gemini e il duca di Acquasparta Federico Cesi, deciso ad includere il territorio di Poggio Azzuano in quello di Portaria. Alla fine il duca rinunciò alla giurisdizione su Poggio Azzuano che tornò a far parte della giurisdizione sangeminese. Per tutto il Seicento i sangeminesi si videro costretti a cedere molti dei propri beni a causa dell'elevato livello di tassazione. I beni comunali vennero ancor più ridotti nel Settecento, quando l'arrivo in Italia delle truppe francesi di Napoleone Bonaparte introdusse un nuovo sistema fiscale. Napoleone adottò differenti provvedimenti raggruppabili sotto l'appellativo di Tassa del Milione, introdotta nell'intento di rendere l'imposizione fiscale generale e uguale per tutti i cittadini. La Tassa del Milione venne adottata a partire dal 1708.
Nel Settecento per contrastare la riduzione dei raccolti, ed in particolare la penuria di grano, venne introdotto il Monte Frumentario, un'istituzione con lo specifico obiettivo di incentivare la raccolta del grano comportando così la riduzione dei prezzi. 
I principi di Santacroce e l'Unità d'Italia
Alla metà del XVIII secolo i duchi Orsini, gravati da debiti e messi in difficoltà dalle rivendicazioni della Congregazione dei Baroni, decisero di vendere all'asta il feudo di San Gemini. L'asta pubblica venne vinta dal principe Scipione Santacroce Publicola che si appropriò del feudo nel 1722. Il passaggio del feudo di San Gemini dagli Orsini ai Santacroce venne accolto con grandi festeggiamenti. 
Oltre al ducato di San Gemini i Santacroce erano proprietari anche di un podere in Località Favazzano acquisito nel 1728. Inoltre i principi commissionarono la costruzione del Palazzo Santacroce, oggi noto come Albergo Duomo, nelle vicinanze del centro storico tra il 1729 e il 1730. I Santacroce abbellirono San Gemini con la costruzione di nuove mura e di una nuova porta di accesso al centro storico, oggi Porta Romana, ma ereditarono anche le tante cause e sentenze già gravanti sui duchi Orsini. La vertenza con Cesi per il possesso di Poggio Azzuano venne persa dai Santacroce e il governo del castello venne affidato a Terni, comune terzo ed estraneo alle contese tra San Gemini e Cesi. Anche l'ospedale di San Bartolomeo venne dismesso e sostituito con quello di San Girolamo a Narni. 
Molte altre vertenze di questo periodo risultarono sfavorevoli a San Gemini che perse molti dei suoi beni, i quali finirono ceduti ad altri comuni o lasciati in rovina. Inoltre i Santacroce fecero costruire un nuovo palazzo pubblico, oggi sede degli uffici comunali e restaurarono la Porta Tuderte o Porta San Giovanni. Il comune soffrì d'instabilità nell'assegnazione delle cariche pubbliche, e tutti coloro che ricoprirono incarichi pubblici non poterono rientrare tra quelli che svolgevano arti meccaniche perché considerati incapaci. Insomma la maggior parte della popolazione, che era addetta proprio alle arti meccaniche, non era idonea a ricoprire incarichi nell'amministrazione pubblica. 
L'avvento di Napoleone Bonaparte e dei suoi successori sconvolse le strutture di governo. A San Gemini vennero soppressi i conventi e i beni delle comunità passarono a far parte dei beni nazionali propri della Repubblica Romana. Durante l'impero di Napoleone e l'instaurazione della Repubblica Romana peggiorarono le condizioni di salute e il tenore di vita delle famiglie sangeminesi. Molti beni di proprietà dei cittadini vennero censiti attraverso lo "Stato dei Beni" e molti di questi vennero affidati ad amministratori esterni. A Terni, San Gemini e nelle zone limitrofe l'amministrazione dei beni delle famiglie venne affidata al conte Francesco Manassei. 
Durante la Restaurazione i priori stabilirono che l'avanzo di bilancio fosse destinato all'istruzione pubblica. Tuttavia lo Stato Pontificio non si fece artefice degli investimenti nella modernizzazione portata dal periodo napoleonico. La dominazione napoleonica portò nelle amministrazioni statali il sistema delle prefetture. La creazione delle prefetture e dei prefetti portò ad un miglioramento dell'efficienza delle politiche interne ai comuni compreso San Gemini. In particolare venne risistemata la rete viaria della città e le strade vennero differenziate in tre categorie a seconda dell'importanza: 1) imperiali, 2) dipartimentali e 3) comunali e all'interno di questi gruppi venne costituita un'ulteriore suddivisione con strade di prima, seconda e terza classe. I beni comunitari vennero a loro volta suddivisi in altre tre categorie, ovvero urbani, rustici e censi e la loro amministrazione venne affidata ad una Commissione. 
Dopo la caduta dell'imperatore nella battaglia di Waterloo del 1815 e la ricostruzione dell'Europa attraverso il Congresso di Vienna lo Stato della Chiesa si adoperò per riformare la sua giurisdizione individuando un compromesso tra le vecchie leggi pontificie e il nuovo diritto napoleonico basato sul Codice Napoleone pubblicato nel 1804. Si giunse così all'abolizione di ben trentadue tasse. 
Nel 1817 Francesco Santacroce Publicola rinunciò alla proprietà del feudo di San Gemini. Il canone non venne più versato dalla famiglia dal 1818 e nel 1825 e la Camera cancellò il canone dalla lista delle entrate devolute considerando il principe come un debitore insolvente. Nel 1847 il titolo di duca venne richiesto e ottenuto dal Barone di Montmartre. 
Il territorio di San Gemini e delle Terre Arnolfe perse progressivamente importanza, e nonostante il passaggio di Giuseppe Garibaldi per San Gemini durante la ritirata da Roma nel 1849 il territorio umbro restò ai margini degli eventi del risorgimento italiano. Solo nel 1860 i sangeminesi entrarono a far parte di un plotone di volontari garibaldini comandati dal generale Fanti. 
L'Ottocento post-unitario e la nascita dell'acqua minerale
Anche se San Gemini rimase ai margini del processo risorgimentale il comune prese parte alla consultazione plebiscitaria che decretò l'annessione dell'Umbria e del centro Italia al nascente Regno d'Italia. Con l'Unità d'Italia la condizione sociale e culturale dei sangeminesi non migliorò: molti giovani vennero costretti a lasciare le proprie famiglie per unirsi al servizio militare obbligatorio e l'espropriazione dei beni ecclesiastici comportò la cacciata dei Frati Francescani nel 1866. 
I frati vennero espropriati di tutti i loro beni, la chiesa di San Francesco venne trasformata in magazzino e molti dei beni artistici ivi presenti vennero trasferiti al museo di Perugia. La riapertura al culto della chiesa avverrà diversi anni dopo. Altro convento che soffrì particolarmente le requisizioni postunitarie fu il Convento di Santa Maria Maddalena. Le Monache Benedettine vennero esiliate a Narni e non fecero più ritorno nel Paese. L'Unità d'Italia snaturò San Gemini e comportò la fine di tradizioni millenarie: l'unico beneficio che il paese ne ricavò fu l'introduzione di un maestro fino alla terza elementare e la creazione della Banda Comunale di San Gemini avvenuta nel 1863. 
Il periodo di decadenza del paese, iniziato nel 1817 con la vendita del feudo da parte di Francesco Santacroce, raggiunse l'apice proprio nel 1870 con l'espropriazione di molti beni ecclesiastici. La fama contemporanea di San Gemini in Italia e non solo si deve alla creazione e diffusione delle sue acque minerali. La storia dell'acqua minerale Sangemini iniziò nel 1838, quando il Professor Sebastiano Purgotti dell'Università degli Studi di Perugia riconobbe le proprietà terapeutiche dell'acqua che sgorgava dal territorio del comune di San Gemini. 
Fu però solo nel 1889 che tre sangeminesi tra cui l'Avvocato Carlo Violati, il Dottor Ruggero Olivieri e la Nobildonna Patrizia Matteocci Pressi in Santucci, organizzarono un congresso presso la Fonte e lanciarono per la prima volta il marchio dell'acqua minerale Sangemini. Col tempo i servizi di cui dispongono gli stabilimenti dell'acqua minerale Sangemini sono stati modernizzati: sono stati costruiti alberghi e soprattutto un grande parco. 
Il Novecento
Nel corso del XX secolo gli eventi storici si allontanarono sempre di più da San Gemini, e ciò ha dato al paese la possibilità di svilupparsi ancor più nel campo dei servizi. Nel 1884 venne restaurato l'acquedotto comunale e al termine dell'infrastruttura venne costruita la monumentale Fontana Gemine Astolfi a coronamento dell'intervento di restauro. La fontana è stata molto utilizzata come rifornimento idrico per molte famiglie sangeminesi nel corso del Novecento ed è stata essa stessa restaurata nel 2001 dall'Associazione Valorizzazione del Patrimonio Storico di San Gemini. 
Con la scoperta dell'elettricità nella prima metà dell'Ottocento, San Gemini fu tra i primi paesi umbri a dotarsi di un'illuminazione pubblica ad energia elettrica. L'illuminazione pubblica raggiunse il paese nel 1908 ad opera dell'allora sindaco Giuseppe Bachettoni. Nel 1914 venne costruita la Ferrovia Centrale Umbra e San Gemini ebbe per la prima volta nella sua storia una stazione ferroviaria. 
Non andò meglio invece per l'Abazia di San Nicolò. Il monumento veniva da secoli di uno stato persistente di degrado, che non si arrestò nemmeno alla fine del XIX secolo, a causa di ripetuti crolli e cedimenti della struttura. Al fine di scongiurare ulteriori crolli e cedimenti strutturali ai danni del monumento, nel 1910 il magnifico portale romanico venne smontato in tre pezzi e trasportato negli Stati Uniti dove giunse nel 1936. Venne poi rimontato ad opera dell'antiquario Joseph Brummer ed è oggi conservato al Metropolitan Museum di New York. 
Gli investimenti in opere pubbliche proseguirono anche durante il ventennio fascista e nel 1940 la Strada Statale Flaminia venne deviata e fatta passare fuori dalle mura cittadine, contribuendo alla creazione di quella che è oggi la Strada Statale 3 (SS3) Via Flaminia. Tuttavia per far questo nel 1939 venne demolita la storica autorimessa pubblica in stile Liberty. Venne così creata un'isola di traffico dinanzi alla Porta Romana dove venne poi collocato il monumento ai caduti della Prima Guerra Mondiale, originariamente localizzato nella piazza antistante al Duomo di San Gemine. 
Venne inoltre costruito il Dopolavoro in attuazione della più ampia Opera Nazionale Dopolavoro (OND), istituita dal regime fascista nel 1925 e con cui Mussolini intendeva mantenere un controllo più stretto possibile sul tempo libero dei lavoratori. Il Dopolavoro di San Gemini venne suddiviso in due spazi: quello superiore destinato al tempo libero dei lavoratori, e quello inferiore creato con l'obiettivo di organizzare gli esercizi ginnici e di addestramento dei Balilla e delle Piccole Italiane, rispettivamente i bambini e le bambine dagli otto ai tredici anni. 
San Gemini uscì indenne dagli eventi bellici della Seconda Guerra Mondiale, nonostante i bombardamenti alleati subiti dalla vicina città di Terni, che ebbero inizio l'11 agosto 1943. Molti cittadini ternani sopravvissuti ai bombardamenti trovarono rifugio a San Gemini. Purtroppo nel secondo dopoguerra San Gemini divenne preda della lotta tra i partiti, e la nuova classe politica decise di anteporre gli interessi di partito al benessere della collettività. 
Ciò comportò una stagnazione nei processi di ripresa economica, contrariamente a quanto accadde in altri comuni dove, seppur in presenza della lotta fra partiti, questa non impedì la realizzazione di opere di pubblica utilità nel loro territorio. 

### Simboli
Segni distinti del Comune sono lo stemma civico e il gonfalone.
Stemma: 

Gonfalone: 

## Monumenti e luoghi d'interesse

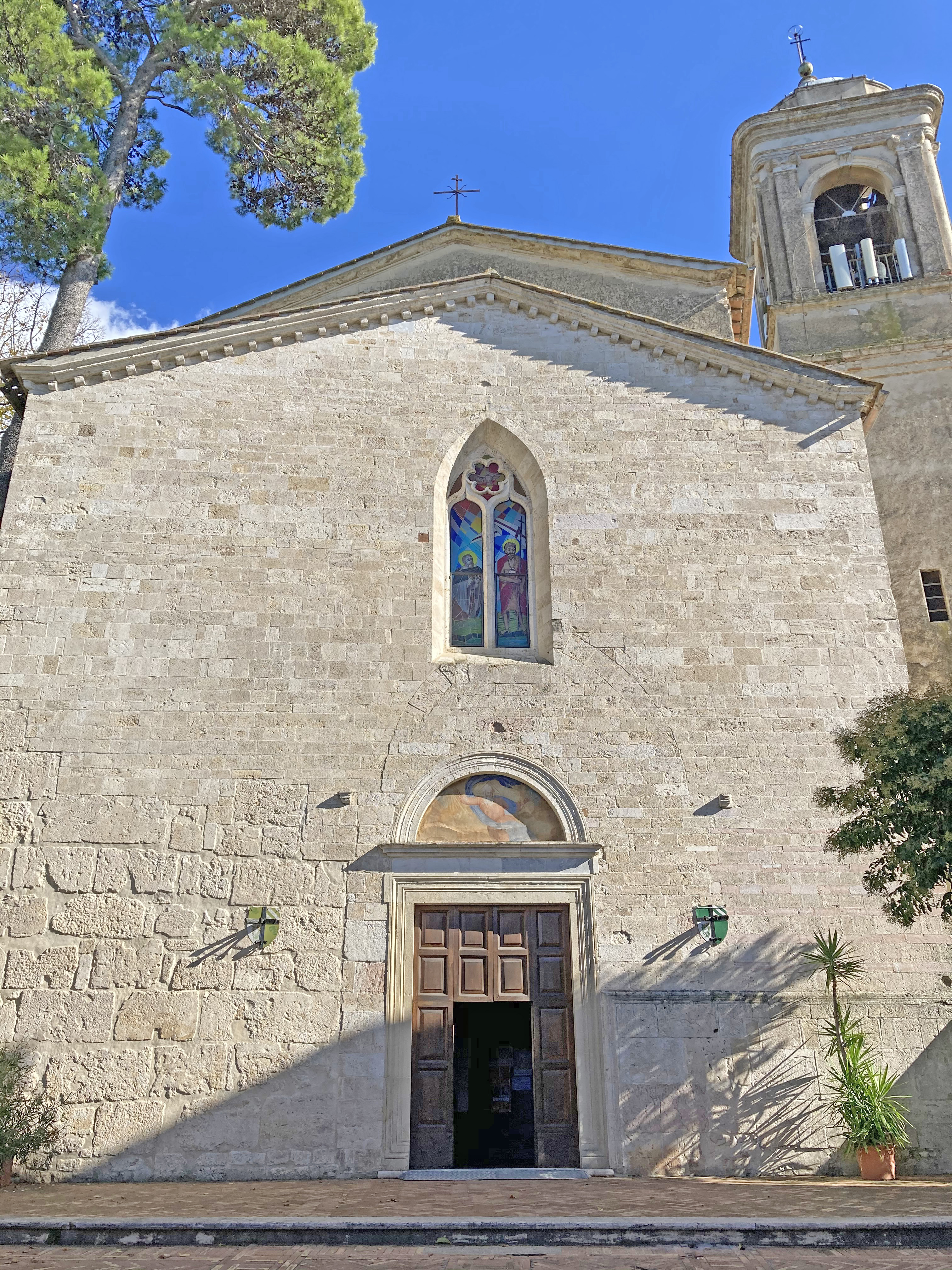
La chiesa di San Gemine

A circa 4 km di distanza, in direzione nord, si trovano i notevoli resti della città romana di Carsulae.

### Architetture religiose
- ll Duomo di San Gemine, edificio religioso risalente al IX secolo ma completamente ricostruito tra il 1817 e il 1847 in stile neoclassico dall'architetto Matteo Livioni di Roma. L'interno conserva un Crocifisso del XIV secolo e nel coro, tra altre tele, un San Sebastiano attribuito a Giovanni Baglione e una pala attribuita a Biagio Puccini.

- La medievale Chiesa di San Francesco, che si trova nella piazza principale, subito al di fuori della cinta muraria medievale ma all'interno di quella settecentesca, venne costruita in ricordo di una visita di San Francesco a San Gemini nel 1213. In facciata l'ingresso principale è costituito da un portale ligneo ogivale del XV secolo contornato da una cornice anch'essa ogivale a fasci di colonne. Sopra al portone è una nicchia affrescata raffigurante San Francesco d'Assisi. In un livello ancora superiore è collocato un piccolo rosone che ha sostituito nel XX secolo la precedente finestra a forma quadrata, mentre sopra al rosone è visibile il motivo delle Mani Incrociate. L'interno, a una sola navata senza transetto, è caratterizzato da una copertura a spiovente sostenuto da otto arcate a sesto acuto ed è adornato da affreschi quattrocenteschi di scuola umbra. In fondo alla parete destra si trova un busto di San Bernardino, probabilmente tardo quattrocentesco e vicino ai modi del Vecchietta, operante anche nella vicina Narni. Il presbiterio presenta un'abside di forma pentagonale, sorretta da colonnine terminanti con semplici capitelli. Nelle vetrate si possono notare Maria, in alto; San Francesco, in alto a sinistra; San Gemine, in alto a destra; San Carlo Borromeo, in basso a sinistra e Santa Matilde in basso a destra. Sopra l'altare è collocato un Crocifisso ligneo del XV secolo, e sulla parete sinistra un altro affresco con una cornice ogivale del XIV secolo raffigurante una Crocifissione con San Francesco e Santa Chiara ai lati ed un confessionale ligneo in noce del XVI secolo sovrastato da un pulpito. Nel chiostro della chiesa, adiacente al convento, oggi adibito a scuola media, si possono notare delle lunette affrescate. Al centro del chiostro è situato un pozzo. Sulla piazza antistante alla chiesa è presente una fontana monumentale del 1884. Presenta ai lati della fontana, sovrastanti la vasca marmorea, due leoni scolpiti con inserite le fontanelle dalle quali fuoriesce l'acqua.
- La Chiesa di Santa Maria de Incertis, che sul finire del XVI secolo ebbe il titolo di Santa Maria di San Carlo, e poi di San Carlo, per il fatto che il santo arcivescovo di Milano vi avrebbe celebrato la messa. La chiesa, che iniziò ad avere la funzione di chiesa nel 1402, presenta affreschi ben conservati: all'interno in una nicchia è presente un affresco ben conservato, raffigurante la Madonna col Bambino tra Santo Stefano e San Sebastiano e nell'intradosso Sant'Ansano e San Vincenzo Ferrer, anche questo restaurato dall'Associazione Valorizzazione del Patrimonio Storico di San Gemini. L'altare della chiesa è situato sotto un baldacchino duecentesco in pietra sorretto da colonne. Sulla parete di fondo del baldacchino vi è un affresco raffigurante la Madonna in trono con Bambino tra gli angeli e le Sante Caterina d'Alessandria e Lucia. La volta del baldacchino è affrescata con colori vivaci. In controfacciata si trovano due tele con Miracoli di Sant'Antonio di Giovanni Antonio Polinori[5] mentre in sagrestia è presente una tela dipinta con San Carlo Borromeo attribuita a Giovanni Baglione;
- La Chiesa di San Giovanni Battista, di origine alto medievale e nata come chiesa battesimale, era a pianta originariamente ottagonale. L'entrata principale era quella rivolta verso l'attuale porta Tuderte dove è ancora visibile la facciata romanica che presenta scalini in travertino, mosaici sulla cornice della porta e due leoncini accovacciati. Ai lati del portale sono riportati i nomi degli architetti della chiesa, Nicola, Simone e Bernardo. Quella facciata è stata resa secondaria dopo la costruzione dell'entrata che dà sulla piazzetta un tempo cortile di un antico monastero maschile, mentre l'interno è stato trasformato in un esagono irregolare.  All'interno, in origine, la chiesa era completamente affrescata, ma oggi rimangono pochi affreschi e frammentari, tra i quali un Battesimo di Cristo e una Crocefissione, oltre altri resti di affreschi sulle pareti e sulle colonne. Gli altari che si trovano in chiesa sono secenteschi ma solo quello maggiore, centrale, è pertinente alla chiesa, mentre gli altri laterali provengono da altre chiese, due di essi dalla chiesa di San Francesco dove erano originariamente collocati. L'altare maggiore reca una tela con una Madonna del Rosario, Santi e offerenti attribuita a Simeone Ciburri e, più frequentemente, a Benedetto Bandiera. All'altare a sinistra di esso si trova un dipinto raffigurante la Madonna della Cintola e Santi di Giovanni Battisti Manna firmata e datata 1618[6]. È anche presente un fonte battesimale ligneo datato nell'iscrizione in basso 1592, restaurato dell'Associazione Valorizzazione del Patrimonio Storico di San Gemini.
- La Chiesa di Santa Caterina d'Alessandria, anch'essa di origine medievale incorporata in un monastero 1575 fondato nei suoi pressi sotto la regola di Santa Chiara d'Assisi. La chiesa fu ricostruita nel 1723. Al suo interno custodisce all'altare barocco una tela raffigurante le Mistiche Nozze di Santa Caterina di Lazzaro Baldi, del 1650.  Al di sotto della chiesa si possono notare i resti di due Cisterne Romane ben conservate, con un pavimento a mattoncini disposti a "spina di pesce".
- Ex Chiesa di San Bernardino: In un locale all'inizio di Via Roma oggi adibito a bar, anticamente era presente una chiesa dedicata a San Bernardino da Siena. Bernardino, di passaggio a Terni, sostò a San Gemini al fine di pacificare gli animi tra i sangeminesi e gli abitanti di Poggio Azzuano, prima di riprendere il cammino per Siena. I sangeminesi rimasero talmente affascinati dalla sua persona e dalle sue predicazioni alle quali assistevano sempre grandi folle, che gli dedicarono una chiesa e subito dopo la beatificazione del santo crearono una confraternita chiamata "Società di San Bernardino", con l'obiettivo di aiutare i bisognosi. La chiesa venne presumibilmente realizzata nel XVI secolo, ma la  sua dismissione avvenne nell'Ottocento, quando per effetto della Legge Pepoli molti beni ecclesiastici vennero confiscati e la chiesa di San Francesco trasformata in un magazzino. In seguito, al fine di ristrutturare la chiesa di San Francesco, si decise di vendere tre chiese di proprietà privata, una delle quali sarebbe stata proprio quella di San Bernardino. Nel 1818 l'immobile veniva ancora indicato come una chiesa aperta al culto. Nel tempo l'edificio ha subito varie trasformazioni ma non è difficile oggi rinvenire la sua antica destinazione d'uso a chiesa grazie ad affreschi di soggetto sacro ancora presenti sulle pareti del locale, uno dei quali raffigurante proprio San Bernardino.
- la chiesa di Santo Stefano, medievale e ormai scomparsa, conserva solo i resti dell'abside semicircolare visibili in  Via del Tribunale (l'antica Via Flaminia).
- L'ex convento di Santa Maria Maddalena, antico monastero di clausura femminile adiacente a piazza Garibaldi, ha il suo ingresso principale da Via Cataone. Nel Convento antico sono presenti alcuni affreschi; una volta attraversato il convento si esce in un piccolo prato, appena all'esterno di un altro tratto di mura ben conservate. All'interno del convento è presente la Biblioteca Comunale di San Gemini nella quale si conserva un affresco staccato con una Madonna col Bambino.

- L'Abbazia di San Nicolò, collocata a ridosso del centro storico, la quale costituisce uno dei più significativi esempi di architettura romanica umbra. La testimonianza più antica della chiesa risale al 18 agosto 1037, quando il vescovo di Narni, Dodone e la sua famiglia donarono molti beni all'abate Vitale. Il 1037 è assunto storicamente come l'anno di fondazione dell'abbazia. Nel 1094 gli Arnolfi donarono l'abbazia all'abate Carbone che l'arricchì e successivamente questo la donò nel 1119 all'Abbazia di Farfa. Nel 1302 papa Bonifacio VIII nominò suo commissario un abate del monastero. Nel XV secolo l'Abbazia decadde. Il 28 ottobre 1558 il consiglio generale del comune vedendo l'Abbazia in rovina, sequestrò l'Abbazia e nominò una commissione per effettuare interventi di riqualificazione. Ma nonostante gli interventi la chiesa cadde in rovina. Fu definitivamente restaurato tra il 1961 e il 1967. L'edificio risale all'XI secolo. Il portale dell'Abbazia poggia su due statue leonine ricavati da pietre carsulane. La decorazione dei piedritti e dell'architrave è asimmetrica. Lo stipite sinistro è ornato da girali d'acanto. L'interno è a tre navate divise da due file di colonne sormontate da capitelli decorati. Degli affreschi alle pareti, oggi rimane un affresco staccato con la Madonna con Bambino in Trono collocato nell'abside, unica opera certa di Rogerino da Todi del 1295. Sul primo pilastro a sinistra è una invece una Madonna col Bambino. Sulla parete sinistra una porta con gli stemmi di Innocenzo VIII e del cardinale Giovanni Michiel.
- Chiesa di Santa Maria delle Grazie. È la chiesa all'interno del cimitero comunale. All'interno è presente un altare barocco e una tavola dipinta quattrocentesca.

### Architetture civili
- Domus Romana con mosaici. Lungo Via del Tribunale, all'interno di una casa privata sono stati ritrovati nei primi anni Cinquanta, i resti di una Domus Romana (Atrio e Impluvium). La Domus risale al I secolo d.C. e nei due ambienti citati, sono conservati diversi mosaici pavimentali, uno dei quali raffigurante un vaso con due uccellini sospesi, mentre gli altri presentano motivi geometrici. I mosaici geometrici sono di dimensioni 6,45 x 4,45 e 6,45 x 3,85 quello con gli uccellini.
- Casa Torre in Via del Tribunale. Nella parte più elevata del Borgo davanti al museo dell'Opera di Guido Calori è presente un'antica Casa Torre medievale del XIII secolo;
- Casa Torre in Via Scuole Vecchie. La costruzione oltre che antichissima, è anche preziosa sotto l'aspetto strutturale potendo essere annoverata tra le poche realizzate con pietrame squadrato (scalpellinato) e non con muratura incerta. La sua conformazione molto stretta, lo sviluppo in altezza su quattro piani e l'arco gotico esistente sulla sua sommità, fanno ritenere che tale costruzione fosse stata concepita come torre di avvistamento e controllo dell'ampio territorio sottostante. La tesi della torre, come avamposto, trova conferma nel fatto che tutte le altre costruzioni adiacenti sono addossate e non legate a questa struttura, segno evidente di una loro realizzazione in epoca successiva. La sua datazione potrebbe risalire ad epoca romana o comunque al primo millennio, dal momento che le costruzioni della zona appartengono al periodo medievale.
- Palazzo Vecchio o Palazzo del Capitano del Popolo o Palazzo Pretorio. Antico palazzo dove risiedevano gli otto priori in età comunale. È un palazzo del XII secolo a due piani, appoggiato ad una torre detta "Esperia", con campanile a vela sulla sommità. La campana venne fusa nel 1318 dal maestro Stefano di Orvieto. Nella facciata ci sono affrescati gli stemmi di Eugenio VI e degli Orsini.
- Il municipio del Comune di San Gemini, situato in Piazza San Francesco, è di realizzazione settecentesca.

- Il Palazzo Santacroce, imponente edificio signorile nel quale risiedettero i Principi di Santacroce dal XVIII secolo, che furono signori di San Gemini fino ai primi anni del XIX secolo. Al piano superiore dell'albergo è presente un salone completamente affrescato, con affreschi del Settecento alle pareti e sul soffitto raffiguranti scene della Gerusalemme Liberata di Torquato Tasso.
- Palazzo Canova. Il Palazzo Canova venne fondato attraverso l'unione di più unità edilizie, e la parte più antica dell'edificio venne ricostruita. La ricostruzione venne portata a termine nel 1695. Il progetto della sottocornice viene attribuito ad Antonio da Sangallo il Giovane, incaricato dallo Stato Pontificio di svolgere i lavori per la ripulitura del canale della Cascata delle Marmore (1545). Il palazzo seicentesco incorpora oggi la Porta del Sale (o Portella), che immetteva nella Contrada Santa Caterina. Dai dati rilevati dal Brogliardo Urbano del Catasto Gregoriano, sappiamo che il palazzo era considerato una casa di villeggiatura di diciassette vani su due piani. Il palazzo appartenne dapprima a Bartolomeo Terzi e poi allo scultore Antonio Canova. Canova in uno dei suoi viaggi da Ispettore delle Belle Arti (incarico conferitogli da Papa Pio VII), visitò varie volte l'Umbria negli anni tra il XVIII e il XIX secolo. Una volta giunto a San Gemini, venne incaricato dai canonici del Duomo di realizzare un progetto ed un finanziamento al fine portare a compimento i lavori di ricostruzione della chiesa gravemente danneggiata da un precedente terremoto. Canova farà fronte alle spese per il restauro, e negli stessi anni scopre le bellezze del posto. Ciò lo porterà ad acquistare all'inizio del XIX secolo il palazzo seicentesco e dei possedimenti terrieri nella zona di Vall'Antica.
- resti delle mura medievali, contigue alla chiesa di San Giovanni Battista. Una passeggiata dalla quale si ammira un ampio panorama sulla valle umbra verso i Monti Martani. È possibile inoltre fare il giro esterno delle mura medievali sulla strada, che parte dal parcheggio sotto la Piazza San Francesco, per terminare poi all'inizio di Via del Poggiame. Le mura di San Gemini erano ricomprese nel sistema di fortificazioni voluto dal Cardinale Egidio Albornoz nel XV secolo. In epoca medievale le mura dovevano essere possenti ed avere un'altezza di cinque metri. Nei punti strategici erano sovrastate da bertesche intervallate da possenti torrioni circolari con feritoie per colpire il nemico. Nonostante le mura fossero possenti, erano anche fragili, perché costruite con muratura incerta e pietrame locale. La realizzazione delle mura è avvenuta in due tempi, la prima parte in età romana, la seconda in epoca medievale. Le mura in epoca medievale erano molto estese e i pochi abitanti del tempo non potevano controllarle in maniera completa e accurata. Per tale motivo nel 1455 il Papa Niccolò V emanò un breve che prevedeva l'abbandono del controllo del tratto di mura di Via del Poggiame. Inoltre con una delibera le 23 marzo 1553, i cittadini vennero autorizzati a prelevare delle pietre dalle antiche mura al fine di riutilizzarle per nuove costruzioni. Infine nelle riformanze del 16 aprile 1617 si previde la demolizione di significativi tratti di mura nella parte più alta del borgo.
- resti di mura settecentesche. Per proteggere meglio la città di San Gemini, i Santacroce fecero edificare una nuova cerchia muraria che inizia dalla Porta Romana e circonda tutto il centro abitato post medievale fino ai giardinetti sottostanti la Piazza San Francesco. Ogni tanto sono visibili delle fortificazioni squadrate a "stella".

- La Porta Burgi. È la porta di ingresso dell'abitato medievale sotto la quale inizia Via Casventino. Risale al XII secolo. Nell'intradosso della porta, si può notare una nicchia con un affresco.

- La Porta del Sale o "Portella". Posta all'inizio di Via del Tribunale al di sopra della Piazza San Francesco, fu la prima porta di ingresso del Borgo di San Gemini, ossia quella dove la Via Flaminia entrava nel paese.
- La civica Porta Tuderte (o Porta San Giovanni). La porta nord del centro storico medievale, incastrata nelle mura medievali del Borgo.
- La settecentesca Porta Romana, sulla cui sommità è situato lo scudo scolpito con il blasone dei Santacroce, signori di San Gemini nel XVIII secolo.

- La Fontana monumentale. Fontana del secolo XIX, situata in Piazza San Francesco.

- Via Roma, il corso principale di San Gemini che ricalca il tracciato della vecchia Via Flaminia insieme a Via del Tribunale. Per questo motivo prima del 1866 si chiamava "Borgo" e poi "Borgo Flaminio". Il nome attuale della via è stato conferito nel 1931, con delibera n. 39 dell'8 agosto 1931.
- Parco delle Acque Minerali. Nella parte nord del territorio comunale è presente il Parco della Fonte, un grande parco nel quale si possono trovare fontanelle da cui si possono bere le acque Fabia e Sangemini, fondata nel 1889. All'entrata de parco si può notare l'antica fonte che reca scritto l'anno di fondazione dell'acqua minerale.
- La Grotta degli Zingari. Insieme ai resti della Domus Romana è l'unico monumento superstite dell'antico villaggio di Casventum distrutto dai Saraceni nel IX secolo d.C. All'interno della grotta vi è un'inscrizione che ricorda una rovinosa alluvione del 1940.

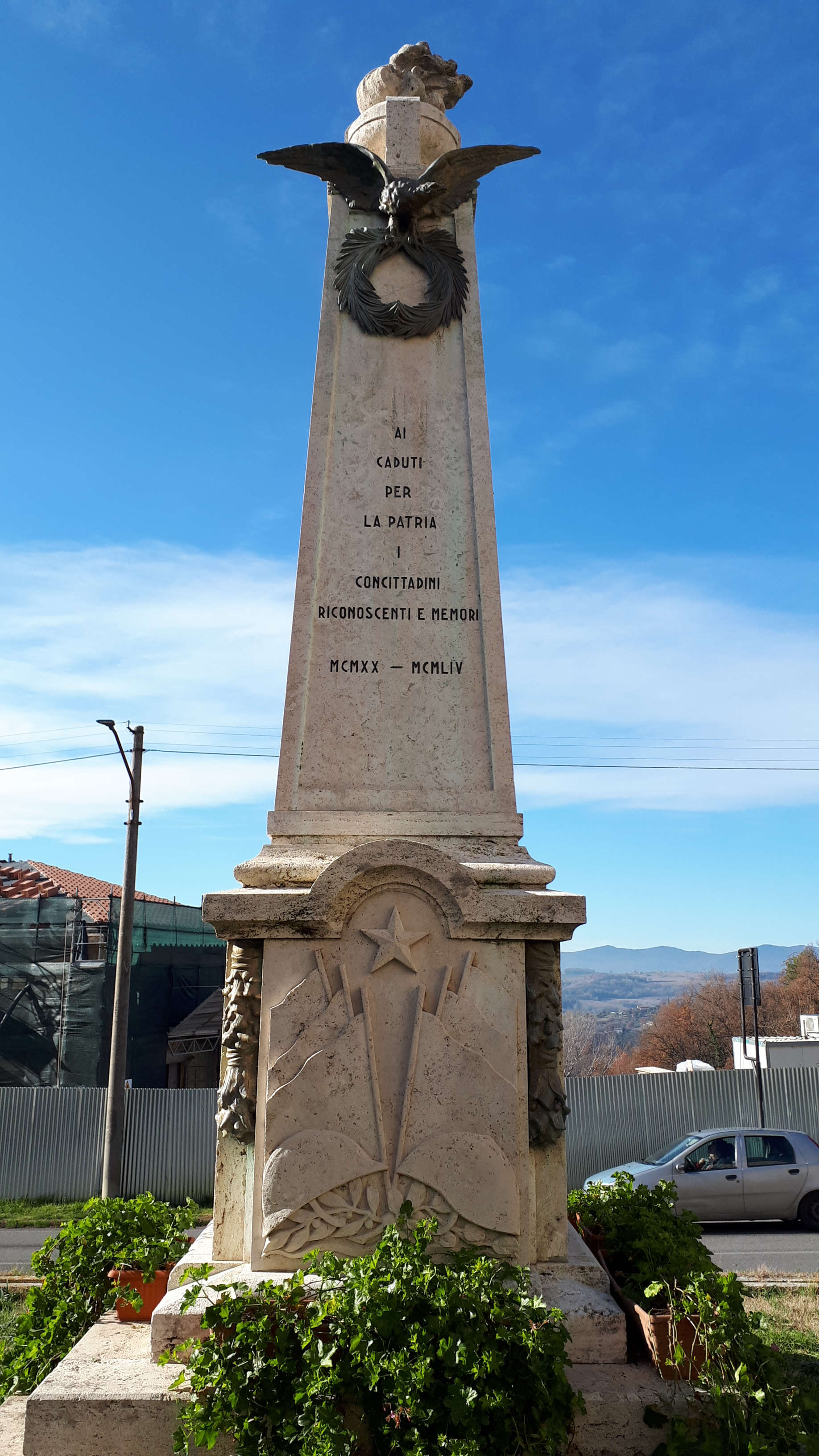
Monumento ai Caduti della I e della II Guerra Mondiale

- Monumento ai caduti della I e della II Guerra Mondiale ."Ai caduti per la Patria i concittadini riconoscenti e memori MCMXX - MCMLIV" Guerra 1915-1918 - Morti in combattimento - Sergenti: Amaranto Emanuele e Gelosi Serafino; Caporali: Francescangeli Attilio e Luci Benvenuto; Soldati: Apollinari Antonio, Bruscolotti Agostino, Canestra Alvise, Caproni Enrico, Chicconi Telemaco, Costantini Clemente, Cricco Benedetto e Cricco Lorenzo, Crispoldi Attilio, Diomedi Eliseo, Galeazzi Valerio, Gonnella Giovanni, Gonnella Umberto, Iacaroni Ottavio, Laurucci Alessandro, Lunghi Omero, Lunghi Teodosio, Mercuri Aminta, Mercuri Augusto, Mercuri Gaspari, Papi Giovanni e Rompietti Cesare.  Monumento ai Caduti della I e della II Guerra Mondiale  Guerra 1915-1918 - Dispersi - Soldati: Caproni Valentino, Massarelli Settimio, Proietti Pasquale.  Guerra 1915-1918 - Morti per malattia - Ufficiali: Tenente Valentini ing. Pietro; Sergenti: Battistini Clodoveo e Mercuri Gualtiero; Soldati: Bartollini Renato, Bravi Pietro, Brugnetta Levante, Caroli Benvenuto, Cascioli Luigi, Ceccarelli Anareo, Conti Gino, Francescangeli Cesare, Grigioni Adolfo, Lattanzi Luigi, Lunghi Nestore, Milioni Ennio, Paiella Rizeri, Papali Giuseppe, Papi Florindo, Vignoli Ercole.  Campagne 1940-1945  - Morti per malattia - Tenente pilota Misericordia Oliviero Sottotenente Sacramati Walfrido Soldati: Angelini Sabatino, Laurucci Vittorio e Petrucci Valentino  Campagne 1940-1945 - militari Caduti in Guerra, dispersi e morti per malattia - Generale divisione Majnardi Odoardo; Tenente Colonnello Mascagna Liberato; Tenente Vascello Laurenzi Alessandro; CAP Ve.Trio Simonelli dr. Alfredo; Maresciallo I cl. Crispoldi Crispoldo; Marinaio semplice Carducci Enzo e Saggi Renato; Caporale Capoccetti Elmo e Nori Ulisse; Aviere Annibaldi Manlio; Soldati: Apolloni Aquilio, Befani Guido, Cascioli Antonio, Cascioli Giuseppe, Ceccarelli Aroldo, Lattanzi Domenico, Leli Aminta, Leli Savino, Ligniti Artilio, Massarelli Marsilio, Mercuri Giuseppe, Postumi Angelo, Stella Belardino e Turni Otello  Civili Caduti per eventi bellici: Diomedi Ferdinando, Maibianco Gino, Mercuri Mario, Onofri Nello, Pettirossi Tito, Petrucci Anacleto, Poggiani Luigi e Proietti Vincenzo.

## Società

### Evoluzione demografica
Abitanti censiti

## Cultura
Biblioteca
Biblioteca Comunale

### Musei

#### Il Geolab
Tra le attrazioni moderne di San Gemini, va citato il Geolab, voluto da Piero Angela, uno spazio espositivo permanente dedicato alla divulgazione delle scienze della terra. Il museo è collocato all'interno dell'ex ospedale di Santa Maria della Misericordia, un edificio ottocentesco che ha svolto tale funzione fino agli anni '20 del novecento, oggi di proprietà del Comune.
Il Geolab è un luogo speciale, pensato soprattutto per i ragazzi, con lo scopo di raccontare com'è fatto e come funziona il nostro pianeta, ma anche come sono nate l'Italia e l'Umbria e quali sono i meccanismi alla base della loro evoluzione.
Al Geolab, realizzato secondo i più avanzati principi degli spazi di divulgazione scientifica, è vietato non toccare: più che un museo, è infatti quasi un laboratorio, che ospita una serie di macchine interattive che spiegano divertendo, ma soprattutto invitano il visitatore ad osservare e sperimentare con il metodo di uno scienziato.
Museo dell'Opera di Guido Calori - Museo che conserva le opere dell'artista Guido Calori.

### Eventi
L'evento di maggior richiamo che si svolge a San Gemini è la Giostra dell'Arme, una rievocazione storica che si svolge nei giorni precedenti la festa del santo patrono (generalmente dall'ultimo sabato di settembre alla seconda domenica di ottobre) e che culmina in una sfida tra cavalieri dei due rioni in cui è stato suddiviso il paese, la Rocca e la Piazza.
Tra gli altri eventi di San Gemini, che fa parte del circuito Cittàslow, si cita l'infiorata del Corpus Domini; in occasione della festa religiosa, la popolazione si auto-organizza in squadre che competono per la migliore composizione realizzata a terra, lungo le strade del centro storico, utilizzando esclusivamente prodotti vegetali, come petali di fiori.

## Amministrazione

### Sindaci
| Periodo        | Periodo        | Primo cittadino     | Partito                                  | Carica  | Note   |
| -------------- | -------------- | ------------------- | ---------------------------------------- | ------- | ------ |
| 23 aprile 1995 | 13 giugno 1999 | Carlo Folli         | centrosinistra                           | Sindaco | [ 10 ] |
| 13 giugno 1999 | 6 giugno 2009  | Mauro Paci          | centrosinistra                           | Sindaco | [ 10 ] |
| 7 giugno 2009  | 25 maggio 2014 | Leonardo Grimani    | lista civica - PD                        | Sindaco | [ 10 ] |
| 25 maggio 2014 | 26 maggio 2019 | Leonardo Grimani    | lista civica - PD "Uniti per San Gemini" | Sindaco | [ 10 ] |
| 26 maggio 2019 | in carica      | Luciano Clementella | lista civica "Cambiamo San Gemini"       | Sindaco | [ 10 ] |